# Lake Bemidji State Park CCC/NYA/Rustic Style Historic Resources
Les Lake Bemidji State Park CCC/NYA/Rustic Style Historic Resources sont des structures formant un district historique dans le comté de Beltrami, dans le Minnesota, aux États-Unis. Situé au sein du parc d'État de Lake Bemidji, ce district emploie le style rustique du National Park Service. Il est inscrit au Registre national des lieux historiques depuis le 25 octobre 1989.